# Hybos inaequalis
Hybos inaequalis är en tvåvingeart som först beskrevs av Enrico Adelelmo Brunetti 1913.  Hybos inaequalis ingår i släktet Hybos och familjen puckeldansflugor. Inga underarter finns listade i Catalogue of Life.